# المغير (إربد)
المغير هي بلدة تقع في محافظة إربد الحدودية شمال الأردن. تتبع لبلدية اربد الكبرى

## الموقع
تقع بلدة المغير في الأردن بمحافظة إربد في شمال البلاد، وتدعى أيضًا باسم مغير راحوب حتى لا تختلط التسمية ببلدة مغير السرحان الواقعة في محافظة المفرق. تحد بلدة المغير من الجنوب بلدة سال، ومن الشمال بلدة الشجرة ومن الشرق وادي الشلالة والرمثا ومن الغرب بلدة مرو وعلعال. وهي بلدة تمتد بطول 6 كيلومتراتٍ وعرض 3 كيلومترات.

## مباني ومعالم البلدة
- المدارس: توجد في البلدة أربع مدارس حكومية وثلاث مدارس خاصة،
- مركز صحي المغير الشامل
- مكتب بريد
- مركز الصديق لتحفيظ القران
- جمعية المغير الخيرية التي تقدم خدماتٍ عامَّة لأهل البلدة
- نادي المغير الرياضي
- حديقة المغير الترفيهية

## المساجد
تم بناء العديد من المساجد في البلدة منها:
- مسج ابوبكر الصديق المعروف باسم المسجد الشمالي وهو أكبر المساجد واقدمها
- مسجد النور.
- مسجد عثمان بن عفان
- مسجد عمر بن الخطاب
- مسجد (مراد محمود سالم الغرايبه)
- مسجد الفلاح
- مسجد صلاح الدين الايوبي
- مسجد الرحمة

## النقل
ترتبط البلدة بشكل عام بإربد حيث يوجد أكثر من عشرة حافلات كوستر تنقل يوميا من وإلى البلدة

## السكان
يبلغ عدد سكان بلدة المغير حاليًا حوالي 20,000 نسمة. وقد كان سكانها نحو 16,000 في عام 2011. ولكن نظرًا لقرب بلدة المغير من الحدود الأردنية - السورية فقد كانت ملاذًا للاجئين السوريين؛ فقد أشارت إحصائية صادرة عن بلدية المغير إلى دخول عددٍ ليس بالقليل من اللاجئين إلى البلدة في أواخر عام 2012 ومطلع عام 2013، ويقدر عددهم بنحو 3,500 شخص.

## المناطق السياحية
من الأماكن الجميلة في بلدة المغير منطقة راحوب، حيث تتمتَّع هذه المنطقة بمياه الينابيع الموجودة هناك، وهي بالتالي مكان يختاره سكان البلدة والمناطق الأخرى لقضاء وقتٍ من الترفيه في عطلة نهاية الأسبوع. ومن الأماكن الأخرى الموجودة منطقة الزَويّة التي تقع أقصى شمال البلدة قريبا من منطقة الشجرة، ومنطقة الحاووز التي تقع بالقرب من المدرسة الأساسية، ومنطقة المشتل وهي موجودة بجانب بئر راحوب، ومنطقة المعلقة، ومنطقة الوادي التي تقع إلى الشرق من ملعب البلدة الكبير. وتوجد عين ماء تسمى بعين الجاجة أو عين عمر، وهي تقع على طريق وادي الشجرة الواصل بين بلدة المغير وبلدة الشجرة.